# Claire Morel
Claire Morel (* 14. Februar 1984 in Senlis) ist eine französische Fußballspielerin.

## Vereinskarriere
Claire Morel begann mit dem Vereinsfußball bei einem Amateurklub nahe ihrem Geburtsort, dem CS Avilly Saint-Léonard. Als Zwölfjährige schloss sie sich der USCCO Compiègne an, bei der sie die folgenden sechs Jahre spielte. Dort wurde die Angreiferin auch zur Jugendnationalspielerin (siehe unten) und kam, noch als Jugendliche, auch zu ersten Einsätzen in der Ligaelf, die in Frankreichs zweiter Division antrat. Aufgrund ihres Talents wurde sie 2002 in das Nachwuchsleistungszentrum des französischen Fußballverbands aufgenommen und gehörte zum Kader von dessen Erstliga-Frauschaft CNFE Clairefontaine.
Zwölf Monate darauf verpflichtete sie der FC Lyon, mit dem Claire Morel in ihrer ersten dortigen Saison Vizemeister wurde. Zu dieser guten Platzierung hatte die torgefährliche Stürmerin mit 18 Punktspieltreffern maßgeblich beigetragen und gewann dadurch zudem die Torjägerkrone der Division 1. Nach Abschluss dieser Spielzeit schloss die Frauenfußballabteilung des FC dem größeren Lokalrivalen Olympique an, und Morel ging diesen Weg mit.
Olympique Lyon beendete die folgenden beiden Jahre jeweils als Tabellendritter. Auch im erst 2001 eingeführten Landespokalwettbewerb reichte es für nicht zu einem Titelgewinn. In der Ausspielung von 2004/05 standen Claire Morel und ihre Mitspielerinnen zwar im Endspiel, mussten sich darin allerdings dem Juvisy FCF geschlagen geben, wenn auch erst nach dem Strafstoßschießen. Schon in Lyon wurde sie von Trainer Farid Benstiti zunehmend als aus dem Mittelfeld kommende, „hängende Spitze“ hinter der Stoßstürmerin Sandrine Brétigny eingesetzt.
Ab 2006 trug Morel den Dress von Olympiques Ligakonkurrenten ASJ Soyaux. Die beste Abschlussplatzierung, die sie mit dem Team aus der Charente erreichte, war ein vierter Rang (2007). 2009 beendete sie den Fußball auf höchstem nationalen Niveau und übernahm die Aufgabe einer Spielertrainerin beim benachbarten Viertligisten ÉS Champniers. 2012 gelang ihr dort der Gewinn des regionalen Pokalwettbewerbs, wobei sie im Finale mit einem lupenreinen Hattrick den 3:2-Endstand herstellte – gegen die Frauen von ASJ Soyaux. 2014 trainiert sie zudem die B-Mädchen eines weiteren benachbarten Amateurvereins.

### Stationen
- Club Sportif Avilly Saint-Léonard (bis 1996)
- USCCO Compiègne (1996–2002)
- CNFE Clairefontaine (2002/03)
- FC Lyon (2003/04)
- Olympique Lyon (2004–2006)
- ASJ Soyaux (2006–2009)
- Étoile Sportive Champniers (ab 2009)

## In der Nationalelf
Wenige Wochen nach ihrem 17. Geburtstag bestritt Claire Morel gegen die Schweizer Altersgenossinnen ihr erstes Spiel in der französischen A-Mädchen-Auswahl. Mit diesem von Bruno Bini trainierten Team nahm sie 2002 an der U-19-Europameisterschaft teil. Bei diesem Turnier, in dem Frankreich im Endspiel mit 1:3 gegen Deutschland unterlag, erzielte sie vier Treffer und wurde gemeinsam mit Barbara Müller Torschützenkönigin. Ebenso gehörte sie etwas später im Jahr zum französischen Aufgebot bei der U-19-Weltmeisterschaft. Dort schied sie allerdings bereits nach Abschluss der Vorrunde aus.
Morel hat auch drei A-Länderspiele für Frankreich bestritten, alle im ersten Halbjahr 2004 – gegen die USA, Dänemark und Island – und darin von Trainerin Élisabeth Loisel jeweils erst in den letzten zehn Minuten eingewechselt. Ein Tor hat sie in diesem Kreis nicht erzielt. Danach wurde sie nur noch in der U-21-Frauschaft berücksichtigt, für die sie von November 2005 bis Februar 2007 sieben Mal spielte und einen Treffer erzielte. Auch ihr früherer U-19-Trainer Bruno Bini, der zu dieser Zeit Loisel an der Spitze der A-Nationalmannschaft ablöste, holte Claire Morel nicht mehr zu den Bleues zurück.

## Palmarès
- Französische Vizemeisterin: 2003/04
- Französische Pokalfinalistin: 2004/05
- Torschützenkönigin der ersten Division: 2003/04
- 3 A-Länderspiele, kein Tor für Frankreich
- U-19-Vizeeuropameisterin: 2002